# Ceraticelus silus
Ceraticelus silus là một loài nhện trong họ Linyphiidae.
Loài này thuộc chi Ceraticelus. Ceraticelus silus được Charles Denton Dondale miêu tả năm 1958.